# جيك تساكاليديس
جيك تساكاليديس (باليونانية: Ιάκωβος Τσακαλίδης)‏ مواليد 10 يونيو 1979 في روستاوي، الجمهورية الجورجية السوفيتية الاشتراكية، الاتحاد السوفيتي، هو لاعب كرة سلة جورجي بدأ مسيرته الاحترافية في سنة 1996. تم اختياره من قبل فريق فينيكس صنز خلال الدرافت. يبلغ طوله 7 قدم 2 بوصة (2.2 م). اعتزل اللعب في 2008.

## المسيرة الاحترافية
لعب مع فينيكس صنز من سنة 2000 إلى 2003، ثم لعب مع ميمفيس غريزليس من سنة 2003 إلى 2007، ثم لعب مع هيوستن روكتس في سنة 2007، ثم لعب مع نادي أولمبياكوس لكرة السلة في موسم 2007–2008.

## إحصائيات المسيرة

### الرابطة الوطنية لكرة السلة

#### الموسم الاعتيادي
| السنة   | الفريق         | لعب | بدأ  | دقيقة | ميداني% | ثلاثية | حرة  | ارتداد | صنع | استلاب | تصدي | نقطة |
| ------- | -------------- | --- | ---- | ----- | ------- | ------ | ---- | ------ | --- | ------ | ---- | ---- |
| 2000–01 | فينيكس صنز     | 57  | 39   | 16.6  | .470    | .000   | .593 | 4.2    | .3  | .2     | 1.0  | 4.5  |
| 2001–02 | فينيكس صنز     | 67  | 47   | 23.6  | .475    | .000   | .698 | 5.6    | .3  | .3     | 1.0  | 7.3  |
| 2002–03 | فينيكس صنز     | 33  | 27   | 16.5  | .452    | .000   | .672 | 3.7    | .4  | .2     | .5   | 4.9  |
| 2003–04 | ميمفيس غريزليس | 40  | 28   | 13.3  | .504    | .000   | .590 | 3.2    | .5  | .2     | .6   | 4.3  |
| 2004–05 | ميمفيس غريزليس | 31  | 1    | 9.0   | .500    | .000   | .778 | 1.8    | .3  | .1     | .5   | 2.5  |
| 2005–06 | ميمفيس غريزليس | 51  | 19   | 14.4  | .606    | .000   | .655 | 4.2    | .3  | .3     | .6   | 5.0  |
| 2006–07 | ميمفيس غريزليس | 23  | 7    | 11.2  | .400    | .000   | .583 | 2.8    | .1  | .3     | .5   | 2.3  |
| 2006–07 | هيوستن روكتس   | 13  | 0    | 10.2  | .409    | .000   | .800 | 3.1    | .1  | .3     | .5   | 2.3  |
| المسيرة | المسيرة        | 1   | 15.9 | .490  | .000    | .657   | 3.9  | .3     | .2  | .7     | 4.8  |      |

### الأدوار الإقصائية
| السنة   | الفريق         | لعب | بدأ | دقيقة | ميداني% | ثلاثية | حرة   | ارتداد | صنع | استلاب | تصدي | نقطة |
| ------- | -------------- | --- | --- | ----- | ------- | ------ | ----- | ------ | --- | ------ | ---- | ---- |
| 2001    | فينيكس صنز     | 4   | 4   | 18.8  | .375    | .000   | .000  | 7.0    | .0  | .0     | 1.8  | 3.0  |
| 2004    | ميمفيس غريزليس | 1   | 0   | 3.0   | .000    | .000   | 1.000 | .0     | .0  | .0     | .0   | 2.0  |
| 2006    | ميمفيس غريزليس | 4   | 3   | 14.9  | .600    | .000   | .500  | 2.8    | .5  | .3     | .3   | 3.3  |
| 2007    | هيوستن روكتس   | 1   | 0   | 2.8   | .000    | .000   | 1.000 | 4.0    | .0  | .0     | .0   | 2.0  |
| المسيرة | المسيرة        | 10  | 7   | 14.0  | .462    | .000   | .833  | 4.3    | .2  | .1     | .8   | 2.9  |

### الدوري الأوروبي
| السنة   | الفريق                     | لعب | بدأ | دقيقة | ميداني% | ثلاثية | حرة  | ارتداد | صنع | استلاب | تصدي | نقطة | أداء |
| ------- | -------------------------- | --- | --- | ----- | ------- | ------ | ---- | ------ | --- | ------ | ---- | ---- | ---- |
| 2007–08 | نادي أولمبياكوس لكرة السلة | 13  | 4   | 11.1  | .808    | .000   | .588 | 2.5    | 0.2 | 0.2    | 0.2  | 4.0  | 5.7  |
| المسيرة | المسيرة                    | 13  | 4   | 11.1  | .808    | .000   | .588 | 2.5    | 0.2 | 0.2    | 0.2  | 4.0  | 5.7  |

## روابط خارجية
- جيك تساكاليديس على موقع الاتحاد الدولي لكرة السلة (الإنجليزية)
- جيك تساكاليديس على موقع الدوري الأوروبي لكرة السلة (الإنجليزية)
- جيك تساكاليديس على موقع إن بي أي (الإنجليزية)
- جيك تساكاليديس على موقع سبورتس رفرنس (الإنجليزية)
- جيك تساكاليديس على موقع كرة السلة الأوروبية.كوم (الإنجليزية)
- جيك تساكاليديس على موقع ريلجم (الإنجليزية)
- جيك تساكاليديس على موقع بروبوليرز (الإنجليزية)
- جيك تساكاليديس على موقع سبورتس رفرنس (الإنجليزية)